# 申蒂利市鎮

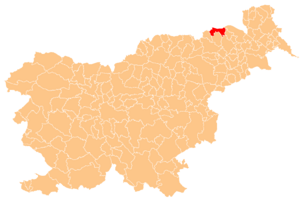
申蒂利市鎮於斯洛維尼亞的位置

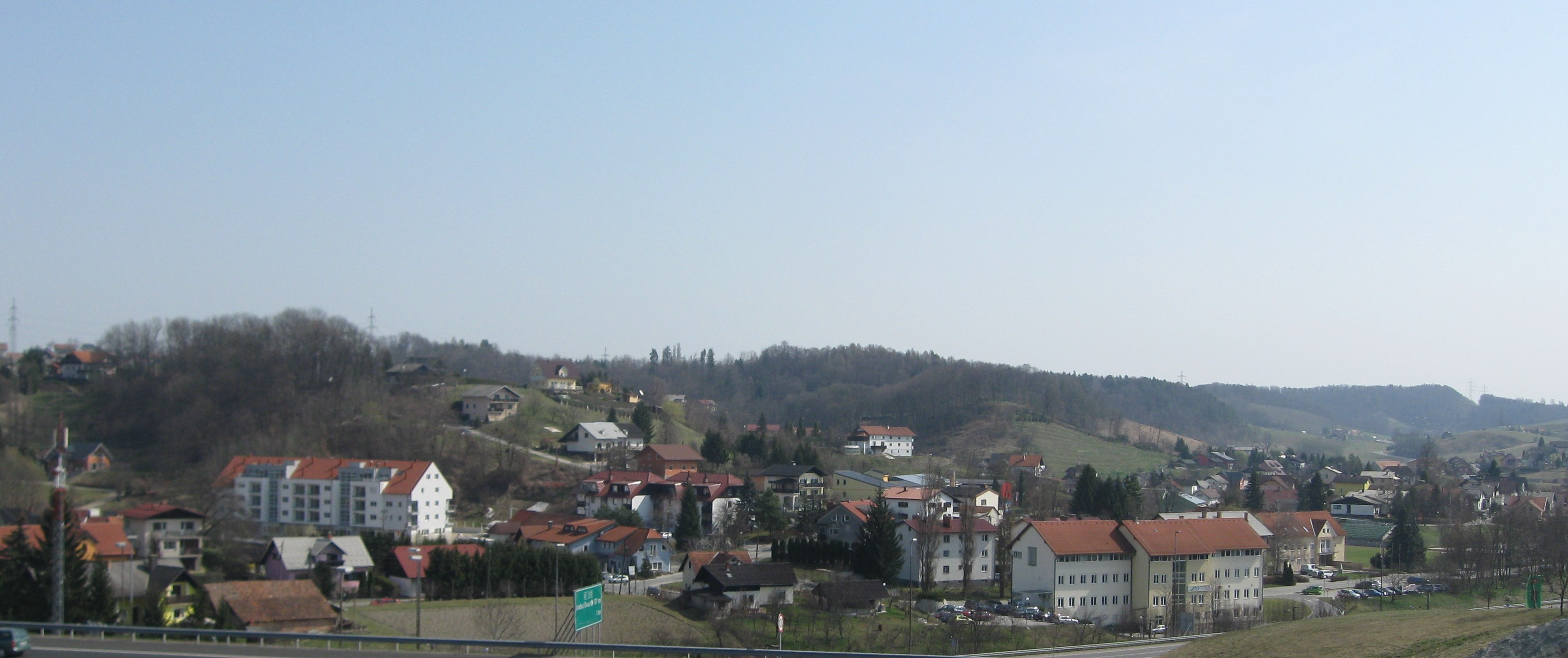
申蒂利市鎮

申蒂利市鎮是斯洛文尼亞東北部的一個市镇，行政中心為斯洛維尼亞丘陵內申蒂利，与奥地利接壤。市镇面積为65.01平方公里，2018年人口数量为8,452人。该市镇设立于1994年。

## 外部連結
- 官方网站  （斯洛文尼亚文）
- Municipality of Šentilj on Geopedia （页面存档备份，存于）